# Erwin Möller
Erwin Möller (* 25. März 1924 in Bieren, Ostwestfalen; † 5. November 2005 in Schwenningdorf, Großgemeinde Rödinghausen) war ein deutscher Lehrer, Sprachwissenschaftler, Instrumentenbauer, Heimatforscher, Imker und Autor, der in Rödinghausen am Wiehengebirge lebte und wirkte.

## Leben und Wirken
Nach einer Ausbildung Möllers im Büro des Betonwerks in Bieren folgte ein Lehramts-Studium an der Pädagogischen Hochschule Bielefeld. Seinen Lehrerberuf übte er an der Volksschule Bieren, später Grundschule Bieren aus, zuletzt als Direktor.
Möller war nicht nur in Deutschland, sondern in weiten Teilen Europas als Instrumentenbauer, Gutachter für Instrumente und als Fachmann für Tabulaturen bekannt. Er selbst baute zahlreiche Gitarren, Lauten und Celli.
Er publizierte Artikel, Broschüren und Bücher. Nach frühen Veröffentlichungen über die Imkerei und das Rödinghauser Krippenspiel widmete er sich systematisch seiner Muttersprache, der Rödinghauser Mundart, einer Variante des Ravensberger Platt. Als sein bedeutendstes Werk muss wohl das Wörterbuch Segg et up Platt (Platt-Hochdeutsch, Hochdeutsch-Platt) gelten. Doch sein Lebenswerk, wichtigstes Ziel seines Schaffens, war die Übersetzung des Neuen Testaments Jesus owwer sia, die eine bisher wenig beachtete und nur noch wenig gesprochene lokale Mundart in den Rang einer Literatursprache erhob.

## Werke (Auswahl)
- Von den Bienen und der Imkerei. Kleine Westfälische Reihe III/15. Münster/Bielefeld: Aschendorffsche Verlagsbuchhandlung u. Verlag Ernst und Werner Gieseking 1963. 51 S.
- Dat Renkhuischke Kribbenspierl. Verden: Mahnke 1964. 33 S.
- Kumm teo - mak met! Platt for Anfänger. Leopoldshöhe: Heka-Verlag Heinz Kameier 1997. 62 S. ISBN 3-928700-39-1
- Lustern un Liasen. Plattduitschket Liasebeok for Lütke un Gräode; met viöle Beller Leopoldshöhe: Heka-Verlag Heinz Kameier 1997. VI+306 S. ISBN 3-928700-41-3
- Segg et up Platt. Niederdeutsches Wörterbuch in der Ravensberger Mundart.  (1. Auflage: 1998, 2. Auflage: 2005)
  - Sägg et up Platt. Niederdeutsches Wörterbuch in der Ravensberger Mundart. 3. Auflage. Gütersloh: Verlag für Regionalgeschichte 2013. 464 S. ISBN 978-3-89534-830-3
- Übersetzung: Jesus owwer sia. De sialigmaken Kunne von iusen Herrn un Heiland Jesus Krist; (nor Mattes, Marks, Liuks, Hannes, Apostelwiarke un Uabenboarung) / üawerdriagen in iuse Ravensbiarger Mundoart van Erwin Möller. Bad Oeynhausen: Heka-Verlag 2000. 310 S. ISBN 3-928700-57-X
- Übersetzung: Häolt jui wacker! De Breiwe iuden Nuigen Testamente / üawerdriagen in iuse Ravensbiarger Mundoart van Erwin Möller. Bad Oeynhausen: Heka-Verlag 2001. 191 S. ISBN 3-928700-61-8